# Efekt biernej pary elektronowej
Efekt biernej pary elektronowej (efekt nieczynnej pary elektronowej) – zjawisko tworzenia trwałych związków chemicznych na niższych stopniach utleniania dla pierwiastków o konfiguracji elektronowej typu ns2npx. Trwałość niższego stopnia utlenienia wzrasta, a wyższego maleje wraz z okresem. Dla pierwiastków bloku p położonych niżej w układzie okresowym różnica energii między orbitalem np. 6s a 6p jest tak duża, że para elektronowa orbitalu 6s staje się w dużej mierze bierna i potrzeba większej energii do jej zjonizowania. Efekt jest szczególnie widoczny dla pierwiastków 13 i 14 grupy układu okresowego. Glin (13 grupa, III okres) o konfiguracji powłoki walencyjnej 3s23p1 tworzy głównie związki na III stopniu utlenienia, a tal (13 grupa, VI okres; 6s26p1) na pierwszym. Podobnie jest w grupie 14 – węgiel (II okres; 2s22p2) występuje głównie na IV stopniu utlenienia, a ołów (VI okres; 6s26p2) na drugim.